# Riangkotek
Riangkotek is een bestuurslaag in het regentschap Flores Timur van de provincie Oost-Nusa Tenggara, Indonesië. Riangkotek telt 911 inwoners (volkstelling 2010).